# سويد بن غفلة
سويد بن غفلة بن عوسجة بن عامر أبو أمية الجعفي الكوفي، أدرك زمن النبي محمد، وأسلم في حياة النبي وسمع كتابه إليهم، لكن لم يلتقِ به، وقيل له صحبة. روى الحديث، وشهد اليرموك.

## سيرته
كان من أقران النبي في السن، فقيل ولد في عام الفيل. ورُوى أنه قال: «أنا أصغر من النبي بسنتين». أدرك زمن النبي محمد، وأسلم في حياة النبي وسمع كتابه إليهم، لكن لم يلتقِ به، يقول سويد: «أتانا مصدق النبي فجلست إليه وسمعت عهده». وقدم إلى المدينة المنورة بعدما انتهى الصحابة من دفن النبي. وقيل له صحبة، روى الحديث. وسكن الكوفة. وشهد سوَيدُ القادسية، فصاح الناس: الأَسدَ الأَسدَ. فخرج إِليه سُويد بن غفلة، فضرب الأَسد على رأْسه، فمر سيفه في فَقَار ظهره، وخرج من عُكْوة ذنبه، وشهد سويد صفين مع علي.
كان سويد يؤم الناس في شهر رمضان. ويُرى أنه مر رجل من صحابة الحجاج على مؤذن قبيلة جعفى وهو يؤذن، فأتى الحجاج فقال: ألا تعجب من أني سمعت مؤذن الجعفيين يؤذن بالهجير؟ قال: فأرسل، فجيء به، فقال: ما هذا؟ قال: ليس لي أمر؛ إنما سويد بن غفلة الذي أمرني بهذا قال: فأرسل إلى سويد، فجيء به، فقال: ما هذه الصلاة؟ قال: صليتها مع أبي بكر وعمر وعثمان، فلما ذكر عثمان جلس، وكان مضطجعًا، فقال: أصليتها مع عثمان ؟ قال: نعم. قال: لا تؤمن قومك، وإذا رجعت إليهم، فسب فلانًا. قال: نعم، سمع وطاعة. فلما أدبر، قال الحجاج: لقد عهد الشيخ الناس وهم يصلون الصلاة هكذا!. وكان يُوصف بالتواضع والزهد. بلغ سويد بن غفلة عشرين ومائة سنة. ومات في الكوفة سنة 80 هـ أو 81 هـ وقيل 82 هـ في زمن الحجاج. وأوصى سويد بن غفلة قال: إذا متّ فلا تُؤذنوا بي أحدًا ولا تقربوا قبري جصًّا ولا آجُرًّا ولا عودًا، ولا تصحبني امرأة، ولا تكفّنوني إلاّ في ثَوْبَيّ.

## روايته للحديث
- حدث عن: أبي بكر الصديق وعمر بن الخطاب وعثمان وعلي وأبي بن كعب وبلال وأبي ذر وابن مسعود وطائفة.[3][5]
- روى عنه: أبو ليلى الكندي والشعبي وإبراهيم النخعي وسلمة بن كهيل وعبدة بن أبي لبابة وعبد العزيز بن رفيع وميسرة أبو صالح.[3]